# 聖胡安區 (錫瓦斯省)
聖胡安區（西班牙語：Distrito de San Juan），是秘魯的一個區，位於該國北部安卡什大區的錫瓦斯省，始建於1964年3月14日，面積209.24平方公里，海拔高度2,725米，2005年人口6,626，人口密度為每平方公里32人。